# 2011-es Bundesvision Song Contest
A 2011-es Bundesvision Song Contest volt a hetedik Bundesvision Song Contest, melyet Észak-Rajna-Vesztfália legnagyobb városában, Kölnben rendeztek meg, mivel a 2010-es versenyt az Észak-Rajna-Vesztfáliát képviselő Unheilig Unter deiner Flagge című dala nyerte. A versenyre 2011. szeptember 29-én került sor. A helyszín a kölni Lanxess Arena volt.

## A helyszín és a verseny
A verseny pontos helyszíne a Kölnben található Lanxess Arena volt, amely 20 000 fő befogadására alkalmas. Ez az eddigi legnagyobb befogadóképességű helyszín a dalfesztivál történetében. Az aréna Németország 2014-es eurovíziós válogatójának, az Unser Song für Dänemarknak is otthont adott később.
| Németország Köln |

A dalfesztivál házigazdái sorozatban ötödször Stefan Raab, Johanna Klum és Elton voltak. Utóbbi ezúttal a közönség soraiból köszöntötte a nézőket. A műsorvezetőkhöz ebben az évben csatlakozott a 2010-es Eurovíziós Dalfesztivál német győztese, egyben az ország 2011-es versenyzője és 2013-as pontbejelentője, Lena is, aki a Green Room házigazdájának szerepét látta el.
Az adás Stefan Raab és a tartományok zászlóvivőinek bevonulásával kezdődött. A verseny és a szabályok ismertetése után Raab köszöntötte a másik műsorvezetőt, Johanna Klumot, aki szintén bevonult a helyszínre az előző év győztesével, az Unheilig énekesével, Der Graffal. Az énekes bemutatta a győztesnek járó trófeát, adott egy rövid interjút, majd a dalok utáni szünetben meghívott előadóként is fellépett. Ezután kapcsolták a Green Roomot, ahonnan a harmadik műsorvezető, Lena köszöntötte a nézőket. Végül kapcsolták a negyedik műsorvezetőt, Eltont, aki ezúttal a közönség soraiban foglalt helyet.
A dalok előtti képeslapok az adott tartományról és versenyzőikről szóló kisfilmek voltak. A képeslapok előtt és után rövid felvezető szövegek hangzottak el.
Hamburg dala, a Zum Laichen und Sterben ziehen die Lachse den Fluss hinauf (magyarul: A lazacok ívni és meghalni úsznak fel a folyón) az eddigi leghosszabb című dal a verseny történetében.

## A résztvevők
A versenyen Németország tizenhat tartománya vett részt.
2008 után másodjára szerepelt a Mecklenburg-Elő-Pomerániát képviselő Jennifer Rostock. Ugyancsak másodszor képviselte Hessent a verseny legelső győztese, a Juli, ezúttal azonban csak az utolsó előtti helyen végeztek. Az Alsó-Szászországot Bosséval együtt képviselő Anna Loos pedig az első előadó, aki sorozatban másodjára állt színpadra: 2010-ben a Silly tagjaként, Szász-Anhalt színeiben indult korábban.
Az Alsó-Szászországot képviselő Bosse (aki ezúttal Anna Loosszal kiegészülve szerepelt) 2013-ban is részt vett a versenyen, és képviselt tartománya második győzelmét szerezte meg.
A dalfesztivál győztese, a Berlint képviselő Tim Bendzko a 2013-as német eurovíziós válogatóműsorban, az Unser Song für Malmőben a szakmai zsűri tagjaként is részt vett. A Bajorország színeiben induló Andreas Bourani pedig a 2014-es válogató, az Unser Song für Dänemark első fordulójának, a Klubkoncert résztvevőinek kiválasztásában segédkezett.

## A szavazás
A szavazás a fellépési sorrendnek megfelelően történt, vagyis Mecklenburg-Elő-Pomeránia volt az első, és Észak-Rajna-Vesztfália lett volna az utolsó szavazó, de technikai okok miatt Szászország pontjait jelentették be utoljára.
Minden tartomány az eurovíziós rendszerben szavazott, vagyis 1-8, 10 és 12 pontot osztottak ki a legjobbnak ítélt tíz dalnak. A nemzetközi versennyel ellentétben azonban saját dalra is lehetett szavazni, így a legtöbb tartomány saját magának adta a maximális tizenkét pontot.
Az elsőként szavazó Mecklenburg-Elő-Pomeránia saját magát helyezte az élre. Szász-Anhalt tíz pontjával Alsó-Szászország vette át a vezetést, majd Schleswig-Holstein két pontjával csatlakozott hozzá Mecklenburg-Elő-Pomeránia is, de az Alsó-Szászországnak adott hét pont feloldotta a holtversenyt. Brandenburg tizenkét pontjával Berlin került az első helyre, Baden-Württemberg öt pontjával pedig ismét Alsó-Szászország. A tíz pont után Berlin visszavette a vezetést, majd végig megőrizve előnyét megnyerte a versenyt.
Ez volt a főváros harmadik győzelme. A győztes dal minden tartománytól kapott pontot, a legkevesebb hat pontot Hamburg adta. Emellett a győztes dal két tartománytól – Brandenburg és Berlin – gyűjtötte be a maximális tizenkét pontot.
Két tartományt is a saját maguknak adott tizenkét pont mentett meg a nulla pontos utolsó helytől: Szász-Anhalt és Hessen Brandenburggal kiegészülve, holtversenyben az utolsó előtti helyen végzett.
A győztesnek adott 141 pont az eddigi legalacsonyabb, amivel egy dal nyerni tudott.

## Eredmények
| #  | Tartomány                 | Nyelv          | Előadó                            | Dal                                                        | Magyar fordítás                                | Helyezés | Pontszám |
| -- | ------------------------- | -------------- | --------------------------------- | ---------------------------------------------------------- | ---------------------------------------------- | -------- | -------- |
| 01 | Mecklenburg-Elő-Pomeránia | német          | Jennifer Rostock                  | Ich kann nicht mehr                                        | Többé nem tudok                                | 8.       | 66       |
| 02 | Szász-Anhalt              | német          | Flimmerfrühstück                  | Tu’s nicht ohne Liebe                                      | Ne csináld szerelem nélkül                     | 13.      | 12       |
| 03 | Schleswig-Holstein        | német          | Muttersöhnchen                    | Essen geh’n                                                | Elmenni enni                                   | 16.      | 8        |
| 04 | Brandenburg               | német          | Doreen                            | Wie konntest du nur?                                       | Hogy tehetted ezt?                             | 13.      | 12       |
| 05 | Baden-Württemberg         | német          | Glasperlenspiel                   | Echt                                                       | Igazi                                          | 4.       | 91       |
| 06 | Saar-vidék                | német, francia | Pierre Ferdinand et les Charmeurs | Ganz Paris ist eine Disco                                  | Egész Párizs egy diszkó                        | 11.      | 17       |
| 07 | Bajorország               | német          | Andreas Bourani                   | Eisberg                                                    | Jéghegy                                        | 10.      | 26       |
| 08 | Szászország               | német          | Kraftklub                         | Ich will nicht nach Berlin                                 | Nem akarok Berlinbe menni                      | 5.       | 89       |
| 09 | Türingia                  | német          | Alin Coen Band                    | Ich war hier                                               | Itt voltam                                     | 12.      | 13       |
| 10 | Alsó-Szászország          | német          | Bosse és Anna Loos                | Frankfurt/Oder                                             | Frankfurt                                      | 3.       | 102      |
| 11 | Hessen                    | német          | Juli                              | Du lügst so schön                                          | Olyan szépen hazudsz                           | 13.      | 12       |
| 12 | Hamburg                   | német          | Thees Uhlmann                     | Zum Laichen und Sterben ziehen die Lachse den Fluss hinauf | A lazacok ívni és meghalni úsznak fel a folyón | 8.       | 66       |
| 13 | Rajna-vidék-Pfalz         | német          | Jupiter Jones                     | ImmerfürImmer                                              | MindigMindörökre                               | 6.       | 86       |
| 14 | Bréma                     | német          | Flo Mega                          | Zurück                                                     | Vissza                                         | 2.       | 111      |
| 15 | Berlin                    | német          | Tim Bendzko                       | Wenn Worte meine Sprache wären                             | Ha a szavak a nyelvemen lennének               | 1.       | 141      |
| 16 | Észak-Rajna-Vesztfália    | német          | Frida Gold                        | Unsere Liebe ist aus Gold                                  | Aranyból van a szerelmünk                      | 7.       | 76       |

## Ponttáblázat

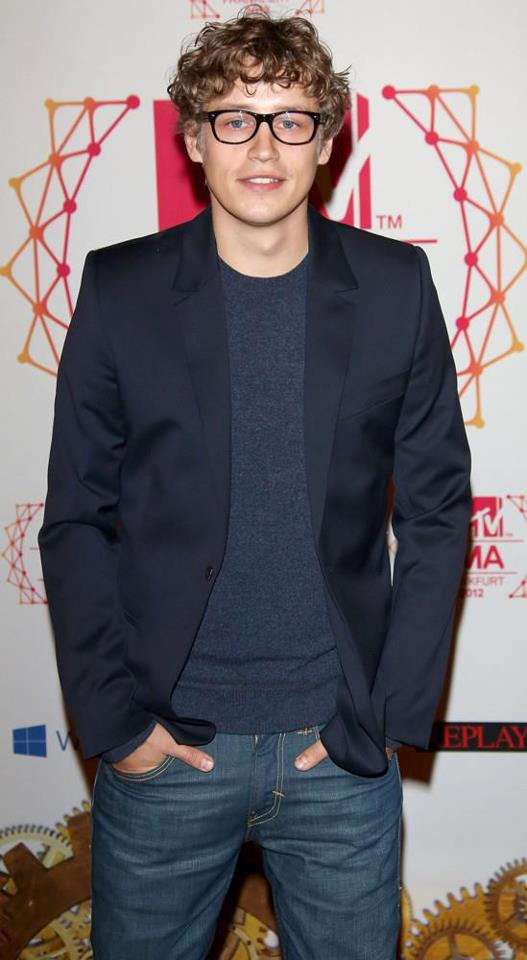
Tim Bendzko, a verseny győztese Berlinből

| Mecklenburg-Elő-Pomeránia | 66  | 12 | 6  | 2  | 4  | 3  | 6  | 3  | 6  | 4  | 3  |    | 2  | 4  | 3  | 5  | 3  |
| Szász-Anhalt              | 12  |    | 12 |    |    |    |    |    |    |    |    |    |    |    |    |    |    |
| Schleswig-Holstein        | 8   |    |    | 3  |    |    |    |    |    |    |    |    | 5  |    |    |    |    |
| Brandenburg               | 12  |    |    |    | 10 |    |    |    |    |    |    |    |    |    |    | 2  |    |
| Baden-Württemberg         | 91  | 4  | 4  | 6  | 7  | 12 | 4  | 7  | 5  | 3  | 6  | 6  |    | 10 | 7  | 3  | 7  |
| Saar-vidék                | 17  |    |    |    |    |    | 10 |    |    |    |    |    | 7  |    |    |    |    |
| Bajorország               | 26  | 1  |    |    |    | 4  |    | 12 |    |    | 2  | 1  |    | 3  | 1  | 1  | 1  |
| Szászország               | 89  | 3  | 3  | 4  | 6  | 6  | 2  | 6  | 12 | 10 | 4  | 5  | 4  | 5  | 4  | 10 | 5  |
| Türingia                  | 13  |    |    |    |    |    |    |    | 1  | 12 |    |    |    |    |    |    |    |
| Alsó-Szászország          | 102 | 10 | 10 | 7  | 8  | 5  | 5  | 2  | 8  | 5  | 12 | 3  | 8  | 1  | 6  | 8  | 4  |
| Hessen                    | 12  |    |    |    |    |    |    |    |    |    |    | 12 |    |    |    |    |    |
| Hamburg                   | 66  | 2  | 1  | 12 | 1  | 1  | 1  | 5  | 2  | 1  | 7  | 2  | 12 | 2  | 5  | 6  | 6  |
| Rajna-vidék-Pfalz         | 86  | 8  | 7  | 1  | 5  | 2  | 12 | 1  | 10 | 8  | 1  | 4  | 3  | 12 | 10 |    | 2  |
| Bréma                     | 111 | 5  | 2  | 8  | 2  | 8  | 7  | 8  | 3  | 6  | 10 | 8  | 10 | 7  | 12 | 7  | 8  |
| Berlin                    | 141 | 7  | 8  | 10 | 12 | 10 | 8  | 10 | 7  | 7  | 8  | 10 | 6  | 8  | 8  | 12 | 10 |
| Észak-Rajna-Vesztfália    | 76  | 6  | 5  | 5  | 3  | 7  | 3  | 4  | 4  | 2  | 5  | 7  | 1  | 6  | 2  | 4  | 12 |

### 12 pontok
| Darab | Jutalmazott tartomány     | Szavazó tartomány             |
| ----- | ------------------------- | ----------------------------- |
| 2     | Berlin                    | Brandenburg, Berlin           |
| 2     | Hamburg                   | Hamburg, Schleswig-Holstein   |
| 2     | Rajna-vidék-Pfalz         | Rajna-vidék-Pfalz, Saar-vidék |
| 1     | Alsó-Szászország          | Alsó-Szászország              |
| 1     | Baden-Württemberg         |                               |
| 1     | Bajorország               |                               |
| 1     | Bréma                     |                               |
| 1     | Észak-Rajna-Vesztfália    |                               |
| 1     | Hessen                    |                               |
| 1     | Mecklenburg-Elő-Pomeránia |                               |
| 1     | Szász-Anhalt              |                               |
| 1     | Szászország               |                               |
| 1     | Türingia                  |                               |

## Visszatérő előadók
| Előadó                             | Tartomány                 | Előző év(ek)                                          |
| ---------------------------------- | ------------------------- | ----------------------------------------------------- |
| Anna Loos (Bosse közreműködésében) | Alsó-Szászország          | 2010 (a Silly tagjajént, Szász-Anhalt képviseletében) |
| Jennifer Rostock                   | Mecklenburg-Elő-Pomeránia | 2008                                                  |
| Juli                               | Hessen                    | 2005 (győztes)                                        |

## Térkép

| Győztes 2. helyezett 3. helyezett 4. helyezett 5. helyezett 6. helyezett 7. helyezett 8. helyezett | 9. helyezett 10. helyezett 11. helyezett 12. helyezett 13. helyezett 14. helyezett 15. helyezett 16. helyezett |

## Részt vevő rádióállomások
Az Eurovíziós Dalfesztivállal ellentétben ezen a versenyen regionális rádióállomások választják ki a tartományok képviselőit. A 2011-es verseny részt vevő rádióállomásai a következők voltak:
| - radio ffn - bigFM - Energy München, Energy Nürnberg - Energy Berlin - 94.5 Radio Cottbus - Energy Bremen - Radio NRW - Energy Hamburg | - Hit Radio FFH - Antenne MV - bigFM - Radio Flensburg - bigFM - radio SAW - Energy Sachsen - Radio Top 40 |

## Galéria
A verseny műsorvezetői:

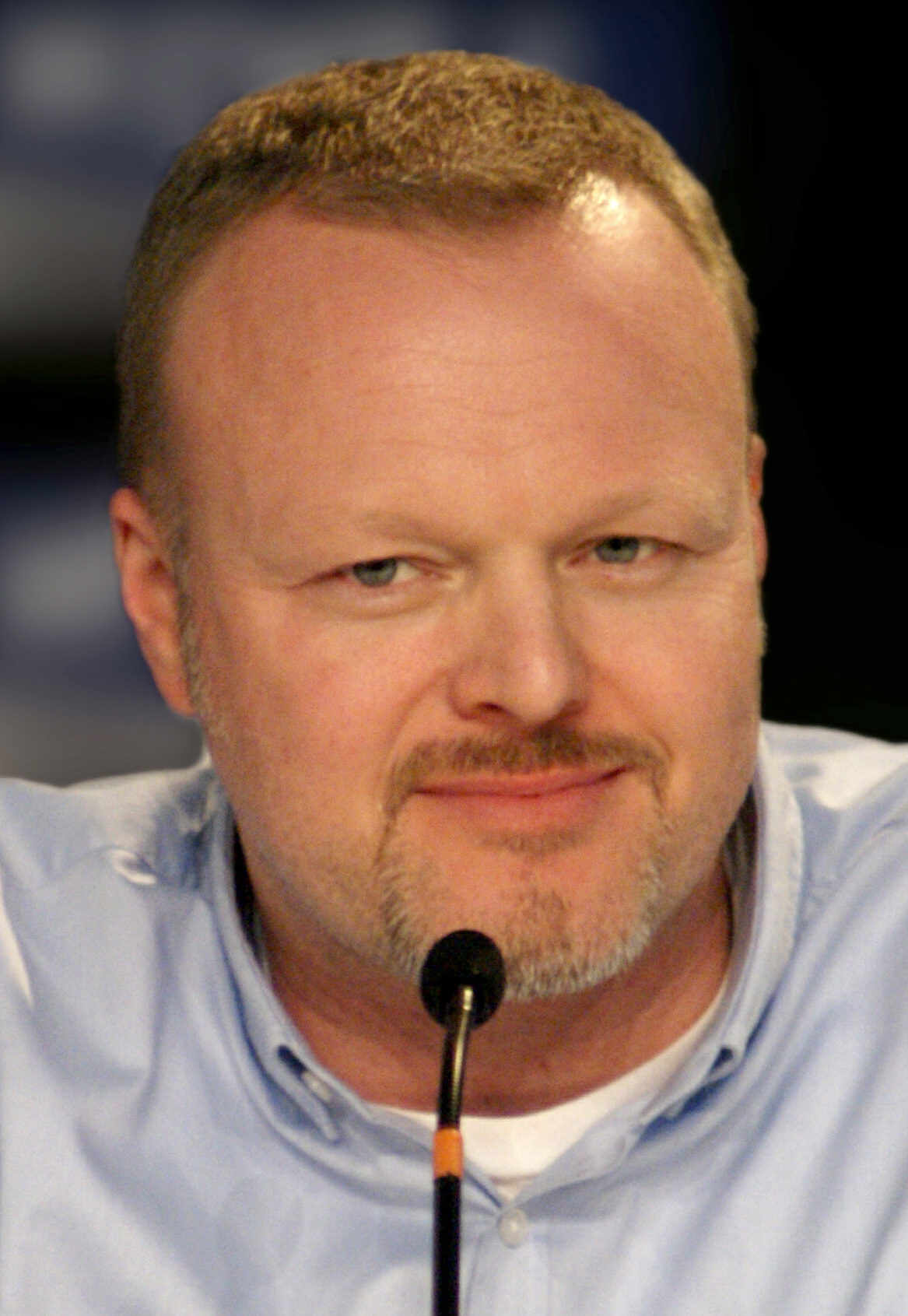
Stefan Raab
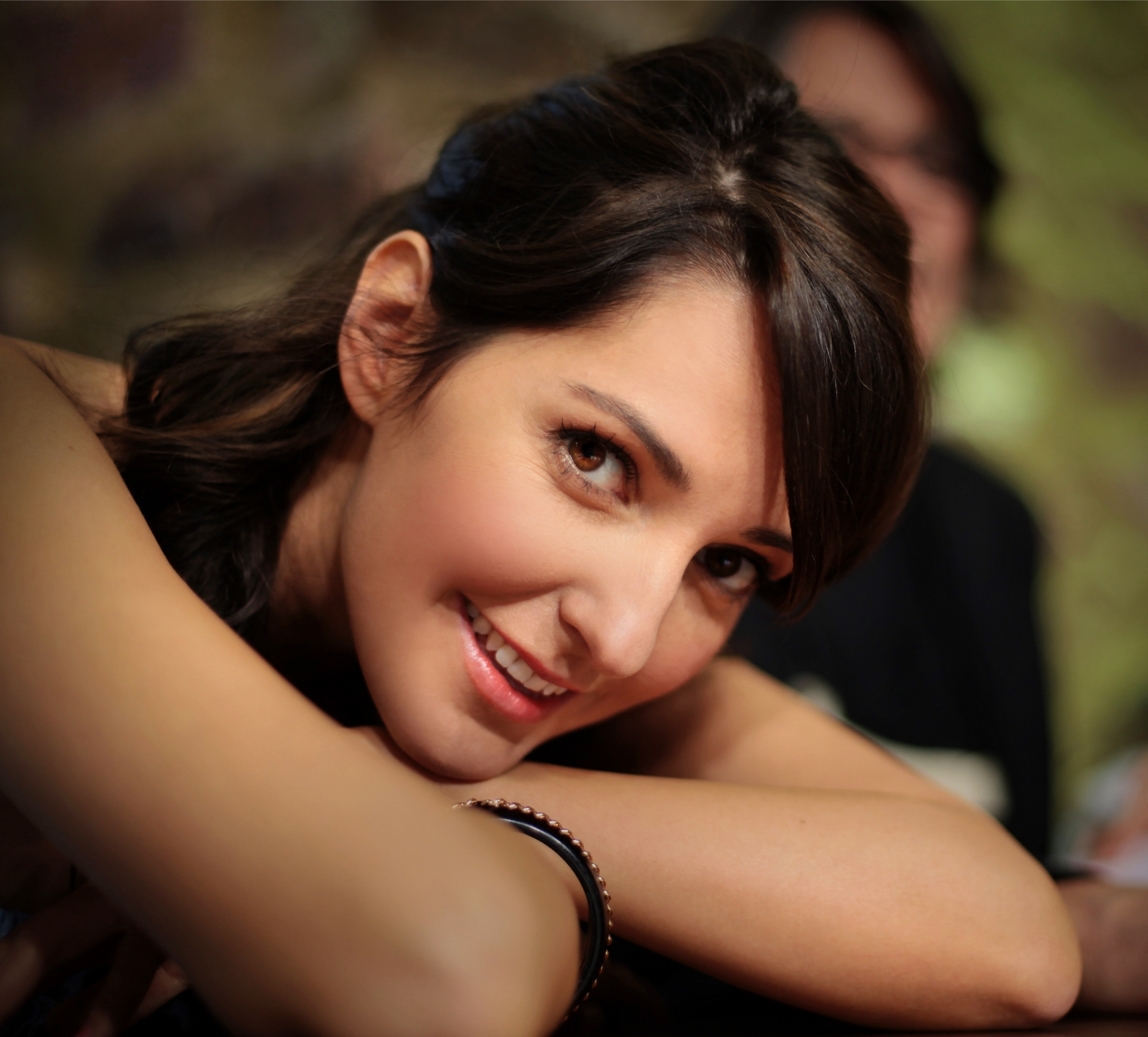
Johanna Klum
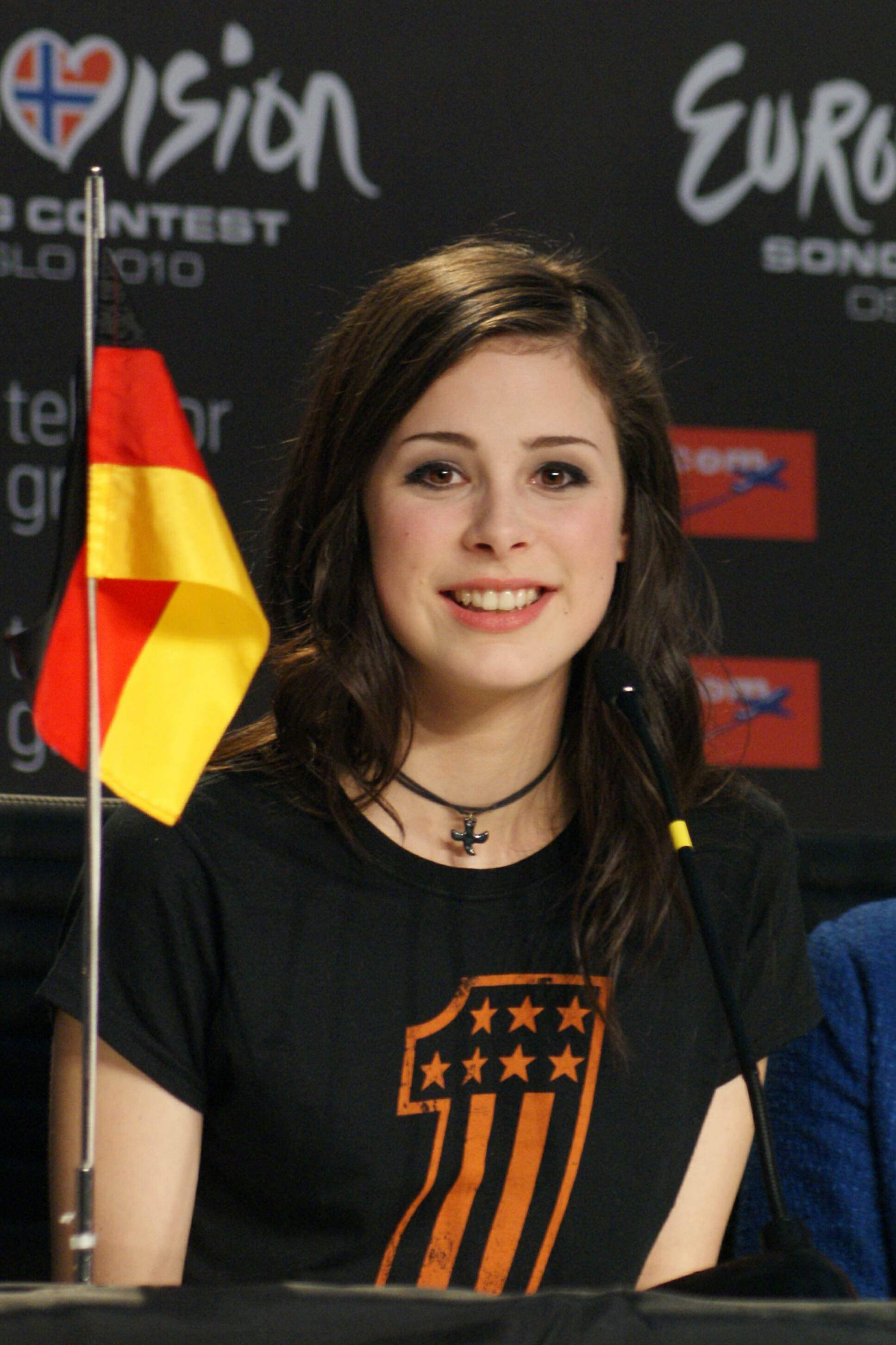
Lena
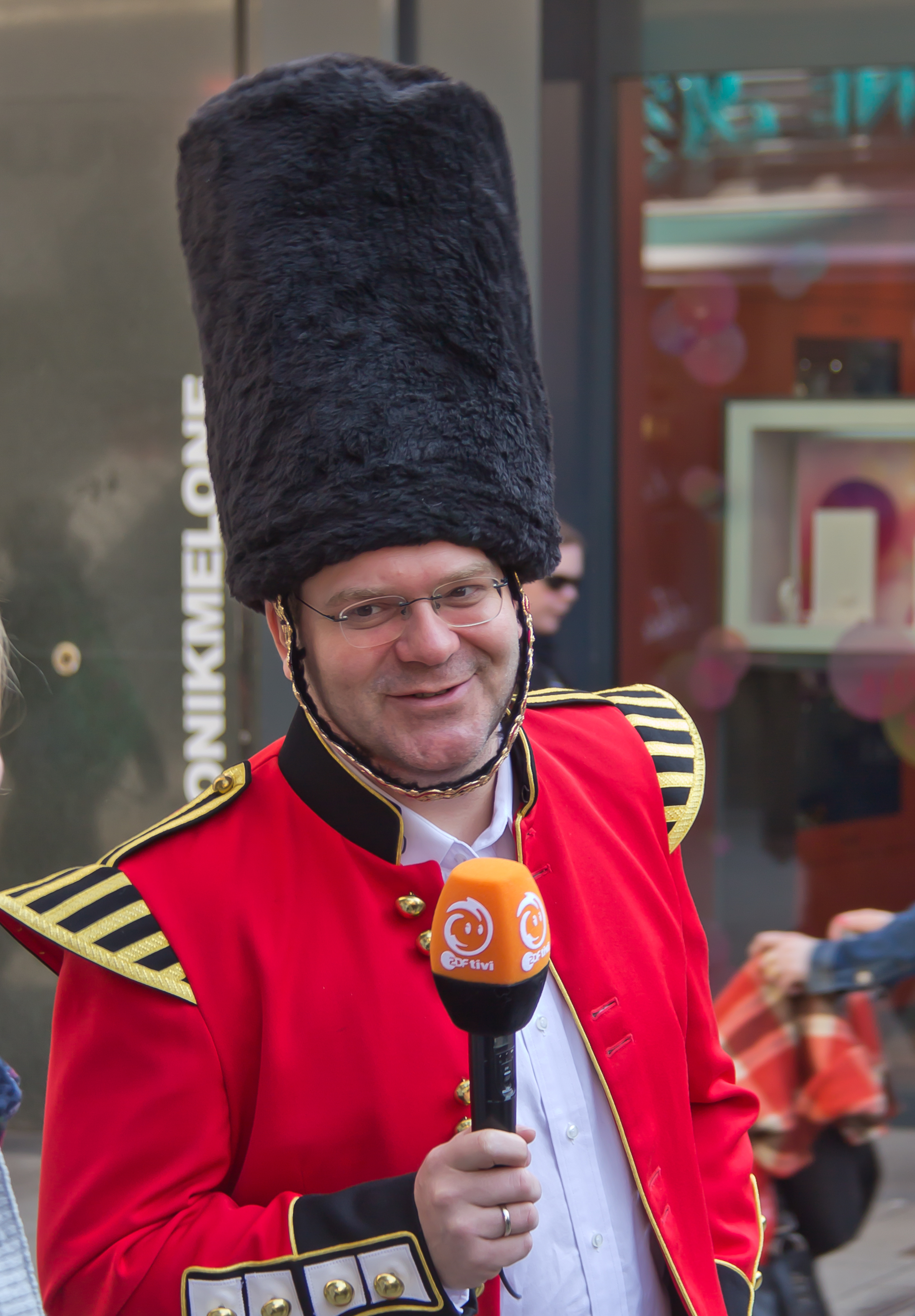
Elton